# Luminița Gheorghiu
Pour les articles homonymes, voir Gheorghiu.
Luminița Gheorghiu, née le 1er septembre 1949 à Bucarest (Roumanie) et morte le 4 juillet 2021, est une actrice roumaine.

## Biographie
Gheorghiu a été diplômée en 1972 de l'Institut des arts théâtraux et cinématographiques, où elle a étudié auprès du professeur Ion Cojar. Gheorghiu est décédé le 4 juillet 2021, à l'âge de 71 ans.

## Filmographie

### Au cinéma
- 1980 : Labirintul
- 1981 : Semnul sarpelui
- 1982 : Secvente
- 1987 : Morometii : Catrina Moromete
- 1989 : Marea sfidare
- 1990 : La Championne (Campioana)
- 1991 : Drumul câinilor
- 1993 : Priveste înainte cu mânie
- 1993 : Trahir : Silvia
- 1995 : Stare de fapt : la femme de Muresan
- 1996 : Trop tard (Prea târziu)
- 1998 : Train de vie : Rivka
- 2000 : Code inconnu : Récit incomplet de divers voyages : Maria
- 2001 : Marfa si banii : Mama
- 2001 : Conserve de familie
- 2003 : Le Temps du loup : Mrs. Homolka
- 2003 : Maria : Maia
- 2005 : Bucuresti-Berlin : la mère de Ioanas
- 2005 : La Mort de Dante Lazarescu (Moartea domnului Lazarescu) : Mioara Avram
- 2006 : 12 h 08 à l'est de Bucarest (A fost sau n-a fost?) : Doamna Jderescu
- 2007 : Quatre mois, trois semaines, deux jours (4 luni, 3 săptămâni şi 2 zile) : Gina Radu - la mère d'Adi
- 2007 : Interior. Scara de bloc : Mrs. Pascale
- 2008 : Fata galbena care rade : Mia Popescu
- 2008 : Nunta mută : Fira
- 2009 : Regina : Elvira
- 2009 : Francesca : Ana
- 2010 : Aurora : Mioara Avram
- 2010 : Maica Domnului de la parter : Mrs. Ani
- 2010 : Fotografia : Mrs. Floarea
- 2012 : Au-delà des collines (Dupa dealuri) de Cristian Mungiu : l'institutrice
- 2013 : Mère et Fils de Călin Peter Netzer : Cornelia Keneres
- 2013 : Sunt o baba comunista : Emilia
- 2014 : Cuscrii : Suzana Vrânceanu
- 2015 : Aferim! de Radu Jude :

## Distinctions
- 2006 : 32e cérémonie des Los Angeles Film Critics Association Awards : prix de la meilleure actrice dans un second rôle pour son rôle de Miora dans La Mort de Dante Lazarescu (Moartea domnului Lazarescu)
- 2013 : Festival international du film francophone de Namur : Bayard d’or de la meilleure comédienne pour son rôle dans Mère et Fils de Radu Jude